# Fatehpur
Fatehpur es una ciudad de la India en el distrito de Barabanki, estado de Uttar Pradesh.

## Descripción
Es la ciudad más grande del distrito de Barabanki. De acuerdo al censo del año 2001, la ciudad contaba con 29.944 habitantes (15.742 varones y 14.202 mujeres). 